# Vorderstoder
Vorderstoder ist eine Gemeinde  in Oberösterreich im Bezirk Kirchdorf im Traunviertel mit 841 Einwohnern (Stand 1. Jänner 2024).

## Geografie
Vorderstoder liegt auf 810 m Höhe im Traunviertel. Die Ausdehnung beträgt von Nord nach Süd 10 und von West nach Ost 6,8 Kilometer. Die Gesamtfläche beträgt 37,12 Quadratkilometer. Über 60 Prozent der Fläche sind bewaldet und 22 Prozent werden landwirtschaftlich genutzt.

### Gebirge
Mit 2388 m ü. A. ist das Warscheneck die höchste Erhöhung in Vorderstoder. Es liegt an der Grenze zur Steiermark im Süden der Gemeinde.

### Gemeindegliederung
Bis 2022 umfasst das Gemeindegebiet vier Ortschaften (in Klammern Einwohnerzahl, Stand 1. Januar 2022, Quelle Statistik Austria):
- Gaisriegl (65)
- Vorderstoder (430)
- Vordertambergau (244)
- Walchegg (80).

Heute besteht die Gemeinde aus der einzigen Ortschaft Vorderstoder sowie aus der einzigen Katastralgemeinde Vorderstoder.
Vorderstoder gehörte bis 2012 zum Gerichtsbezirk Windischgarsten und ist seit dem 1. Jänner 2013 Teil des Gerichtsbezirks Kirchdorf an der Krems.

### Nachbargemeinden
|              | St. Pankraz                                 |                 |
| Hinterstoder | Kompassrose, die auf Nachbargemeinden zeigt | Roßleithen      |
|              | Liezen (Stmk.)                              | Spital am Pyhrn |

## Geschichte
Die Besiedlung des Gebietes begann in der Zeit nach der Völkerwanderung vor allem durch Slawen. Dies bezeugen altslawische Eigennamen wie Retschitz (Bächlein) oder Stoder (steiniger Boden). Ab dem 10. Jahrhundert wanderten Bayern und Franken ein, die sich mit den Slawen vermischten. Planmäßige Rodungen erfolgten erst ab 1170. Die beiden kleinen Glocken der heutigen Pfarrkirche tragen die Jahreszahl 1401 und gehören zu den ältesten Glocken Oberösterreichs. Die heutige Pfarrkirche wurde 1507 geweiht.
Ursprünglich im Ostteil des Herzogtums Bayern gelegen, gehörte der Ort seit dem 12. Jahrhundert zum Herzogtum Österreich; ab dem Jahr 1490 wurde er dem Fürstentum Österreich ob der Enns zugerechnet.
Während der Napoleonischen Kriege war er mehrfach besetzt.
Seit 1918 gehört Vorderstoder zum Bundesland Oberösterreich, zwischen dem Anschluss Österreichs an das Deutsche Reich am 13. März 1938 und der Wiederherstellung Oberösterreichs im Jahr 1945 zum Gau Oberdonau.

### Bevölkerungsentwicklung
Der statistisch höchste erfasste Bevölkerungsstand Vorderstoders wurde 1869 mit 988 Einwohnern verzeichnet. Im Jahr 1981 wurde mit 692 Einwohnern der Tiefstand erreicht, seitdem steigt die Einwohnerzahl bei neutraler Wanderungsbilanz wegen der positiven Geburtenbilanz wieder an.
Quelle: Statistik Austria

## Kultur und Sehenswürdigkeiten

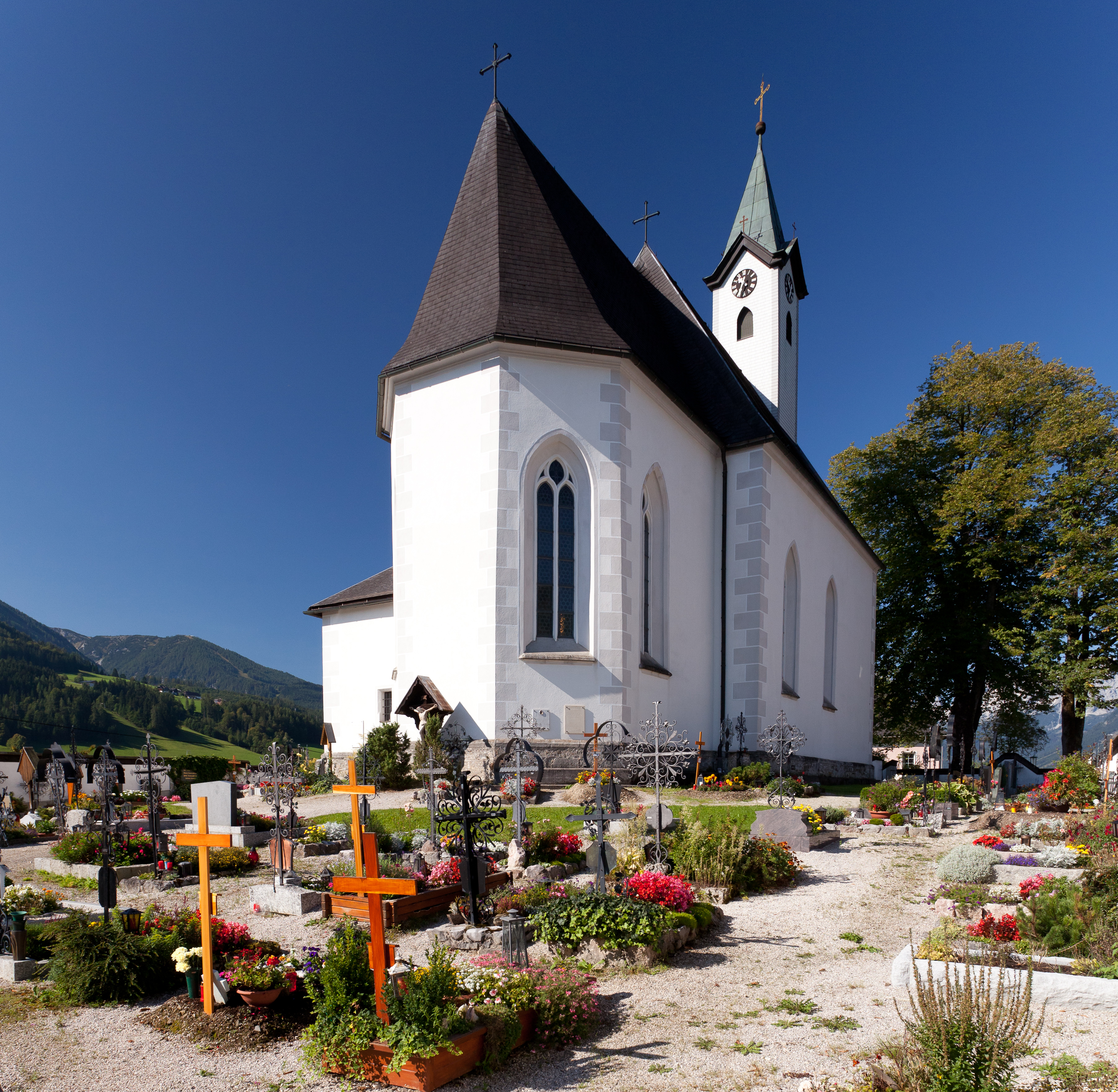
Pfarrkirche Vorderstoder

- Katholische Pfarrkirche Vorderstoder hl. Leopold

## Wirtschaft und Infrastruktur
Die Arbeitsplätze im Ort verteilen sich auf alle drei Wirtschaftssektoren. Die Landwirtschaft beschäftigt rund 60Menschen. Im Produktionssektor arbeiten 40 Personen vor allem im Baugewerbe. Der Dienstleistungssektor bietet fast 90Arbeitsplätze, vor allem in den Bereichen Beherbergung und Gastronomie, soziale und öffentliche Dienste und freiberufliche Tätigkeiten.

### Verkehr
- Bahn: Der nächste Bahnhof befindet sich im rund zehn Kilometer entfernten Windischgarsten.[5] Von dort gibt es Direktverbindungen nach Linz und Graz.[6] Wenige Kilometer östlich der Gemeinde verläuft die Pyhrn Autobahn.

## Politik
Der Gemeinderat hat 13 Mitglieder.
- Mit den Gemeinderats- und Bürgermeisterwahlen in Oberösterreich 2003 hatte der Gemeinderat folgende Verteilung: 7 ÖVP, 5 SPÖ und 1 FPÖ.[7]
- Mit den Gemeinderats- und Bürgermeisterwahlen in Oberösterreich 2009 hatte der Gemeinderat folgende Verteilung: 7 ÖVP, 4 SPÖ und 2 FPÖ.[8]
- Mit den Gemeinderats- und Bürgermeisterwahlen in Oberösterreich 2015 hatte der Gemeinderat folgende Verteilung: 6 ÖVP, 3 BERG, 3 FPÖ und 1 SPÖ.[9]
- Mit den Gemeinderats- und Bürgermeisterwahlen in Oberösterreich 2021 hat der Gemeinderat folgende Verteilung: 6 ÖVP, 4 BERG und 3 FPÖ.[10][11]

### Bürgermeister
Bürgermeister seit 1850 waren:
- 1850–1855 Johann Georg Hinteregger
- 1855–1861 Mathias Berger
- 1861–1867 Engelbert Buder
- 1867–1870 Carl Hinteregger
- 1870–1873 Josef Prentner
- 1873–1876 Karl Retschitzegger
- 1876–1883 Heinrich Pernkopf
- 1883–1888 Silvester Pernkopf
- 1888–1894 Mathäus Pernkopf
- 1894–1897 Heinrich Pernkopf
- 1897–1906 Silvester Pernkopf
- 1906–1910 Matthäus Pernkopf
- 1910–1919 Leopold Hackl
- 1919–1924 Johann Koppelhuber
- 1924–1931 Josef Riedler
- 1931–1937 Matthäus Pernkopf
- 1937–1945 Peter Retschitzegger
- 1945–1973 Gottfried Riedler (ÖVP)
- 1973–1997 Ernst Lindbichler (ÖVP)
- 1997–2009 Alfred Retschitzegger (SPÖ)
- seit 2009 Gerhard Lindbichler (ÖVP)

### Wappen
Blasonierung:
„Über drei goldenen, vom Schildfuß aufsteigenden Spitzen, deren mittlere höher ist als die beiden anderen, in Blau der österreichische Erzherzogshut.“
Die Gemeindefarben sind Blau-Gelb-Rot.

## Persönlichkeiten

### Personen mit Bezug zur Gemeinde
- Nikolaus Thiel (* 1969), seit 2016 Abt des Stiftes Schlierbach